# Адин Врабац
Адин Врабац (Сарајево, 27. јануар 1994) босанскохерцеговачки је кошаркаш. Игра на позицији крила, а тренутно наступа за Босну.

## Клупска каријера
Врабац је каријеру почео у ОКК Спарс из Сарајева, да би у јуну 2014. потписао за немачки ТББ Трир. За Трир је у сезони 2014/15. одиграо 32 утакмице у немачкој Бундеслиги и бележио просечно 6,3 поена по мечу. Није изабран на НБА драфту 2015. Након што је успешно прошао пробу, последњег дана септембра 2015. потписао је двогодишњи уговор са Партизаном.
Након две сезоне у Партизану, Врабац је у августу 2017. потписао уговор са екипом Канаријаса. Са њима је освојио Интерконтинентални куп 2017. године. Ипак није успео да се избори за већу минутажу па је отпуштен 9. децембра 2017. године. Почетком јануара 2018. потписао је уговор са немачким друголигашем Хамбургом.
У августу 2018. се вратио у сарајевски Спарс. У екипи Спарса је провео наредне две сезоне наступајући како у првенству БиХ тако и у Другој Јадранској лиги. У сезони 2019/20. са Спарсима је освојио Куп Босне и Херцеговине, иначе први трофеј у историји клуба. За сезону 2020/21. је потписао уговор са Крком. Са Крком је освојио Куп Словеније. У сезони 2021/22. је играо за Беч са којим је био првак Аустрије. Сезону 2022/23. је почео у белгијском прволигашу Монсу да би у фебруару 2023. прешао у француског друголигаша Евре.

## Репрезентација
За сениорску репрезентацију Босне и Херцеговине је наступао на Европском првенству 2015. Просечно је бележио 2,6 поена по мечу, уз по 1,6 асистенцију и 1,8 скокова, за нешто више од 14 минута у оквиру пет утакмица групе А, у којој је селекција Душка Ивановића забележила само једну победу и четири пораза. За Босну је играо и на Европском првенству 2022. године.

## Успеси

### Клупски
- 1939 Канаријас:
  - Интерконтинентални куп (1): 2017.

- Спарс Сарајево:
  - Куп Босне и Херцеговине (1): 2020.

- Крка:
  - Куп Словеније (1): 2021.

- Беч:
  - Првенство Аустрије (1): 2021/22.
  - Куп Аустрије (1): 2022.

- Босна:
  - Друга Јадранска лига (1): 2024/25.